# Finca registral
La finca registral es un objeto del derecho. En España es una categoría especial que pueden alcanzar los predios, parcelas, fincas superficiales, edificios, manantiales, y demás bienes inmuebles, cuando se inscriben en el Registro de la propiedad causando la apertura de un folio real propio, distinto y diferenciado.

## Concepto de finca registral
La Ley Hipotecaria no ofrece un concepto legal de finca. En cambio sí lo hace la  (TRLS-2015) en su art. 26.1.a, donde dice que constituye Finca: «la unidad de suelo o de edificación atribuida exclusiva y excluyentemente a un propietario o varios en pro indiviso, que puede situarse en la rasante, en el vuelo o en el subsuelo. Cuando, conforme a la legislación hipotecaria, pueda abrir folio en el Registro de la Propiedad, tiene la consideración de finca registral», siguiendo la estela del art. 26.1.a) de la Ley de Suelo de 2007 (Ley 6/2007, de 28 de mayo) que definió por primera vez, legalmente, la finca, ordinaria y registral, en derecho español.

## Finca registral y finca material
Se concibe la finca en su sentido material, desde la perspectiva del derecho civil, es decir, como predio o parcela con cuerpo, como trozo de terreno, edificado o no, cerrado por una línea poligonal (espacio deslindado), perteneciente a un solo propietario o a varios pro indiviso. El Texto Refundido de la Ley del Suelo de 2008, en su art. 17.1.b, define la finca material como parcela, que según este precepto es «unidad de suelo, tanto en rasante como en el vuelo o el subsuelo, que tenga atribuida edificabilidad y uso, o sólo uso urbanístico independiente».
Sin embargo la finca registral no exige unas características físicas determinadas pues adquiere su condición únicamente por su acceso al registro. Es, en definitiva, toda aquella entidad que ocasiona la apertura de un folio real propio e independiente en el Registro de la propiedad, tenga cuerpo o no lo tenga, pues acceden al registro también las llamadas fincas especiales y las fincas funcionales. 
Se hallan en estas últimas clases, no corporales stricto sensu, por ejemplo, las fincas discontinuas que se forman con distintas parcelas no colindantes a las que les une sólo la unidad de explotación, o las fincas especiales, como las formadas por unidades de aprovechamiento urbanístico desligado del suelo, las concesiones administrativas, o los nacimientos de aguas, etc.